# Championnats du monde de semi-marathon 2000
Les 9e Championnats du monde de semi-marathon ont eu lieu le 12 novembre 2000 à Veracruz, au Mexique. 182 athlètes issus de 52 nations ont participé à l'évènement.

## Résultats

### Hommes
| Épreuves            | Or                                                       | Argent                                                           | Bronze                                                        |
| Course individuelle | Paul Tergat 1 h 03 min 47                                | Phaustin Baha Sulle 1 h 03 min 48                                | Tesfaye Jifar 1 h 03 min 50                                   |
| Par équipes         | Kenya Paul Tergat Joseph Kimani David Ruto 3 h 11 min 38 | Éthiopie Tesfaye Jifar Ibrahim Seid Gemechu Kebede 3 h 14 min 45 | Belgique Koen Allaert Guy Fays Christian Nemeth 3 h 18 min 35 |

### Femmes
| Épreuves            | Or                                                                 | Argent                                                             | Bronze                                                                       |
| Course individuelle | Paula Radcliffe 1 h 09 min 07                                      | Susan Chepkemei 1 h 09 min 40                                      | Lidia Simon 1 h 10 min 24                                                    |
| Par équipes         | Roumanie Lidia Simon Mihaela Botezan Cristina Pomacu 3 h 34 min 22 | Japon Mizuki Noguchi Yukiko Okamoto Yasuko Hashimoto 3 h 36 min 25 | Russie Lidiya Grigoryeva Galina Aleksandrova Zinaida Semyonova 3 h 45 min 41 |

## Tableau des médailles
| Rang | Nation | Or | Argent | Bronze | Total |
| ---- | ------ | -- | ------ | ------ | ----- |